# Asher Angel
Asher Angel (Phoenix, 6 september 2002) is een Amerikaans acteur.
Angel werd geboren in de staat Arizona en verhuisde voor zijn carrière naar de staat Utah. Hij is de zoon van Jody en Coco Angel en heeft een jongere broer en zus. Hij zingt en speelt gitaar, piano en drums. Angel kreeg op 5-jarige leeftijd al interesse in acteren. Hij maakte zijn filmdebuut in 2008 met de film Jolene met Jessica Chastain. Hij speelde in meer dan tien musicals, waaronder The Little Mermaid, Mary Poppins en Into the Woods in het Desert Stages Theatre in Scottsdale. Op 12-jarige leeftijd werd hij gecast voor de rol van Jonah Beck in de Disney Channel televisieserie Andi Mack. In 2019 speelde hij de rol van Billy Batson met Zachary Levi als zijn volwassen superheld alter-ego Shazam in de film Shazam! uit de filmreeks DC Extended Universe. In 2019 won Angel samen met Peyton Elizabeth Lee, Joshua Rush en Sofia Wylie met de televisieserie Andi Mack een Young Entertainer Award in de categorie beste jonge ensemble in een televisieserie. Angel bracht op 6 juni 2019 zijn debuutsingle "One Thought Away" uit, in samenwerking met Wiz Khalifa.

## Filmografie

### Film
| Jaar | Titel                    | Rol               | Opmerkingen |
| ---- | ------------------------ | ----------------- | ----------- |
| 2008 | Jolene                   | Brad Jr. (5 jaar) |             |
| 2018 | On Pointe                | Alex              |             |
| 2019 | Shazam!                  | Billy Batson      | hoofdrol    |
| 2023 | Shazam! Fury of the Gods | Billy Batson      | hoofdrol    |

### Televisie
| Jaar      | Titel                          | Rol        | Opmerkingen                   |
| --------- | ------------------------------ | ---------- | ----------------------------- |
| 2016      | Nicky, Ricky, Dicky & Dawn     | Jasper     | afl.: "Ballet and the Beasts" |
| 2016      | Criminal Minds: Beyond Borders | Ryan Wolf  | afl.: "De Los Inocentes"      |
| 2017-2019 | Andi Mack                      | Jonah Beck | hoofdrol, 57 afleveringen     |